# Ctilocephala brasiliensis
Ctilocephala brasiliensis är en skalbaggsart som beskrevs av Moser 1918. Ctilocephala brasiliensis ingår i släktet Ctilocephala och familjen Melolonthidae. Inga underarter finns listade i Catalogue of Life.